# Segunda División 1994-1995 (Spagna)
L'edizione 1994-95 della Segunda División fu il sessantaquattresimo campionato di calcio spagnolo di seconda divisione. Il campionato vide la partecipazione di 20 squadre raggruppate in un unico gruppo. Le prime due della classifica furono promosse in Primera División mentre le ultime quattro furono retrocesse in Segunda División B. Erano previsti i play-off per la terza e la quarta in classifica.

## Classifica finale
|  |     | Classifica 1994-95 | Pt | G  | V  | N  | P  | GF | GS | DR  |
|  | --- | ------------------ | -- | -- | -- | -- | -- | -- | -- | --- |
|  | 1.  | CP Mérida          | 56 | 38 | 23 | 10 | 5  | 55 | 19 | +36 |
|  | 2.  | Rayo Vallecano     | 53 | 38 | 20 | 13 | 5  | 61 | 31 | +30 |
|  | 3.  | UE Lleida          | 46 | 38 | 19 | 8  | 11 | 54 | 34 | +20 |
|  | 4.  | Salamanca UDS      | 45 | 38 | 15 | 15 | 8  | 48 | 37 | +11 |
|  | 5.  | Eibar              | 43 | 38 | 12 | 19 | 7  | 32 | 27 | +5  |
|  | 6.  | Barcellona B       | 42 | 38 | 11 | 20 | 7  | 64 | 48 | +16 |
|  | 7.  | Osasuna            | 41 | 38 | 14 | 13 | 11 | 39 | 35 | +4  |
|  | 8.  | Real Madrid B      | 39 | 38 | 13 | 13 | 12 | 42 | 40 | +2  |
|  | 9.  | Hércules           | 39 | 38 | 13 | 13 | 12 | 43 | 44 | -1  |
|  | 10. | Villarreal         | 38 | 38 | 11 | 16 | 11 | 41 | 36 | +5  |
|  | 11. | Toledo             | 38 | 38 | 13 | 12 | 13 | 49 | 54 | -5  |
|  | 12. | Maiorca            | 38 | 38 | 13 | 12 | 13 | 53 | 40 | +13 |
|  | 13. | Atlético Marbella  | 34 | 38 | 13 | 8  | 17 | 42 | 54 | -12 |
|  | 14. | Badajoz            | 34 | 38 | 9  | 16 | 13 | 32 | 40 | -8  |
|  | 15. | Extremadura        | 34 | 38 | 8  | 18 | 12 | 35 | 48 | -13 |
|  | 16. | Bilbao Athletic    | 32 | 38 | 10 | 12 | 16 | 42 | 52 | -10 |
|  | 17. | Palamós            | 30 | 38 | 8  | 14 | 16 | 52 | 57 | -5  |
|  | 18. | Getafe             | 30 | 38 | 5  | 20 | 13 | 26 | 42 | -16 |
|  | 19. | Leganés            | 28 | 38 | 10 | 8  | 20 | 39 | 66 | -27 |
|  | 20. | Ourense            | 20 | 38 | 4  | 12 | 22 | 26 | 71 | -45 |

### Playoff
|               | Andata | Ritorno   |                |
| ------------- | ------ | --------- | -------------- |
| UE Lleida     | 2-2    | 2-3       | Sporting Gijón |
| Salamanca UDS | 0-2    | 5-0 (dts) | Albacete       |

## Verdetti
- CP Mérida,  Rayo Vallecano e  Salamanca UDS promosse in Primera División 1995-1996.
- Ourense retrocesso in Segunda División B 1995-1996.